# Stadion Miejski nr 2 w Inowrocławiu
Stadion Miejski nr 2 w Inowrocławiu – stadion piłkarski, na którym swoje spotkania ligowe rozgrywa grająca w Klasie B Goplania Inowrocław.

## Historia
Stadion Miejski nr 2 w Inowrocławiu został wybudowany pod koniec lat 60. XX w. jako Stadion im. XXV-lecia Polskiej Rzeczypospolitej Ludowej.

## Dane techniczne
Jest to stadion typowo piłkarski. Obiekt posiada boisko główne o wymiarach 105 m x 70 m z widownią na 500 miejsc siedzących oraz boisko boczne o wymiarach 97 m x 49 m. Na terenie Stadionu Miejskiego nr 2 znajdują się również szatnie, natryski oraz sanitariaty.
Obecnie infrastruktura stadionu pozostawia wiele do życzenia a sam obiekt wymaga modernizacji.